# إدوين أوبيد ستانارد
إدوين أوبيد ستانارد (5 يناير 1832 - 12 مارس 1914) كان سياسيًا ورجل أعمال وعمل مدرسًا في القرن التاسع عشر من ولاية ميسوري .

## سيرة شخصية
ولد ستانارد في نيوبورت ، نيو هامبشاير ، وانتقل إلى إقليم أيوا مع والديه في عام 1836 ، أكمل الدراسات التمهيدية وانتقل إلى سانت لويس ، ميسوري في عام 1853. وقد قام بالتدريس في مدرسة في ولاية إلينوي في عامي 1854 و 1855 ، وتخرج من كلية سانت لويس التجارية في عام 1855 ، وشارك في عمولة الأعمال التجارية في عام 1856 ثم في أعمال الطحن في سانت لويس. تم انتخاب ستانارد جمهوريًا ليكون الملازم الرابع عشر لحاكم ميسوري في عام 1868 ، والذي عمل في الفترة من 1869 إلى 1871 ، وانتخب لعضوية مجلس النواب بالولايات المتحدة في عام 1872 ، حيث خدم من عام 1873 إلى عام 1875 ، ولم ينجح في إعادة انتخابه عام 1874. بعد ذلك، شارك في صناعة الدقيق حتى وفاته في سانت لويس بولاية ميسوري في 12 مارس 1914. ودفن في مقبرة بلفونتين في سانت لويس.

## روابط خارجية
- إدوين أوبيد ستانارد على موقع فايند أغريفمراجع
  1. 1 2  The St. Louis Star and Times (بالإنجليزية), St. Louis, QID:Q100282976
| المناصب السياسية                                    | المناصب السياسية                                 | المناصب السياسية       |
| --------------------------------------------------- | ------------------------------------------------ | ---------------------- |
| سبقه George Smith                                   | الحاكم العام لولاية ميزوري [لغات أخرى]‏ 1869–1871 | تبعه Joseph J. Gravely |
| Unrecognised parameter قالب:US House succession box |                                                  |                        |